# 法拉芒
法拉芒（法語：Faramans，法語發音：[faʁamɑ̃]）是法国东部安省的一个市镇，属于贝莱区。

## 地理
法拉芒（45°54'7"N, 5°7'32"E）面积11.22 平方千米，位于法国奥弗涅-罗讷-阿尔卑斯大区安省，该省份为法国东部省份，北起汝拉省，西北接索恩-卢瓦尔省，西接罗讷省和里昂大都会，南至伊泽尔省，东与萨瓦省、上萨瓦省和瑞士接壤。
与法拉芒接壤的市镇（或旧市镇、城区）包括：圣克里斯托夫堡、布雷索勒、茹瓦约、勒蒙特利耶、佩鲁日、皮宰、圣埃卢瓦。

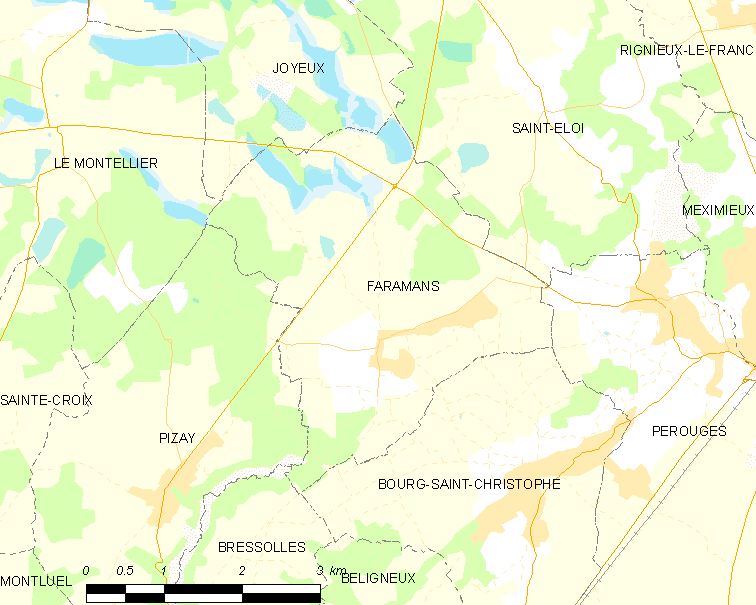
法拉芒的OSM定位图

法拉芒的时区为UTC+01:00、UTC+02:00（夏令时）。

## 行政
法拉芒的邮政编码为01800，INSEE市镇编码为01156。

## 政治
法拉芒所属的省级选区为梅克西米约县。

## 人口

1962-2008年间法拉芒人口变化图示

法拉芒于2022年1月1日时的人口数量为905人。